# Манастирени (Ботошани)
Манастирени (рум. Mânăstireni) насеље је у Румунији у округу Ботошани у општини Унцени. Oпштина се налази на надморској висини од 113 m.

## Становништво
Према подацима из 2002. године у насељу је живело 849 становника, од којих су сви румунске националности.